# Michael Janisch
Michael Janisch (né le 21 juillet 1927 à Vienne, mort le 29 novembre 2004 dans la même ville) est un acteur autrichien.

## Biographie
Janisch entre au Max Reinhardt Seminar en 1943. Il fait ses débuts au Salzburger Landestheater.
Il est membre du Burgtheater de 1949 à 1987. Il démissionne lorsque Claus Peymann en devient le directeur.
En 1968, il reçoit le Kammerschauspieler.
Dans la série Tatort, il joue d'abord l'inspecteur Fichtl en 1984 puis l'Oberinspektor Hirth de 1989 à 1996. On le revoit ensuite dans deux épisodes en 1997.
Il meurt à l'hôpital général de Vienne de suites d'une opération cardiaque.
Michael Janisch est le frère de l'acteur Peter Janisch (de).

## Filmographie sélective
Cinéma
- 1953 : Pünktchen und Anton
- 1955 : Ihr erstes Rendezvous (de)
- 1955 : 08/15 Go Home
- 1960 : Le Brave Soldat Chvéïk
- 1960 : Agent double
- 1963 : Ein Alibi zerbricht
- 1971 : Le Sabbat des vampires (Gebissen wird nur nachts) de Freddie Francis
- 1972 : Sie nannten ihn Krambambuli
- 1973 : Die Reise nach Wien
- 1977 : Die Standarte
- 1979 : Le Cinquième Mousquetaire
- 1982 : Les Héritiers (de)

Télévision
- 1966 : Oberinspektor Marek – Tödlicher Unfall
- 1968 : Fast ein Poet
- 1971 : Der Fall Jägerstätter
- 1975 : Jakob der Letzte
- 1982 : Tatort: Mordkommando
- 1984–1997 : Tatort (série télévisée)
  - 1984 : Der Mann mit den Rosen
  - 1985 : Fahrerflucht
  - 1985 : Des Glückes Rohstoff
  - 1985 : Nachtstreife
  - 1986 : Das Archiv
  - 1986 : Alleingang
  - 1986 : Wir werden ihn Mischa nennen
  - 1987 : Die offene Rechnung
  - 1987 : Superzwölfer
  - 1987 : Wunschlos tot
  - 1987 : Der letzte Mord
  - 1987 : Atahualpa
  - 1987 : Flucht in den Tod
  - 1988 : Feuerwerk für eine Leiche
  - 1989 : Geld für den Griechen
  - 1989 : Blinde Angst
  - 1990 : Seven Eleven
  - 1991 : Telefongeld
  - 1992 : Kinderspiel
  - 1993 : Stahlwalzer
  - 1994 : Ostwärts
  - 1995 : Die Freundin
  - 1996 : Kolportage
  - 1997 : Hahnenkampf
  - 1997 : Morde ohne Leichen

## Source de la traduction
- (de) Cet article est partiellement ou en totalité issu de l’article de Wikipédia en allemand intitulé « Michael Janisch » (voir la liste des auteurs).